# Llista de parcs científics i tecnològics de Catalunya
A continuació es detalla una llista de parcs científics i tecnològics de Catalunya. Segons l'IASP (International Association of Science Parks and Areas Innovation), un parc científic és una organització gestionada per professionals especialitzats, amb l'objectiu fonamental d'incrementar la riquesa de la seva comunitat promovent la cultura de la innovació i la competitivitat de les empreses i institucions generadores de coneixement instal·lades al parc o associades a ella.
Amb aquest objectiu un parc tecnològic estimula i gestiona el flux de coneixement i tecnologia entre universitats, institucions de recerca, empresa i mercats; impulsa la creació i creixement d'empreses innovadores mitjançant mecanismes d'incubació i generació centrífuga (spin-off), i proporciona altres serveis de valor afegit així com espai i instal·lacions de gran qualitat.
Llista de Parcs Científics i Tecnològics de Catalunya:
| Nom                                                    | Població                  | Comarca           | Sector/Activitat | Web                                   | Any creació |
| ------------------------------------------------------ | ------------------------- | ----------------- | --- | ------------------------------------- | ----------- |
| Biopol'H                                               | L'Hospitalet de Llobregat | Barcelonès        | Nanobioenginyeria/Nanotecnologia, Farmàcia, Salut | Arxivat 2013-01-16 a Wayback Machine. | 2008        |
| Parc de Recerca i Innovació de la UPC                  | Barcelona                 | Barcelonès        | Arquitectura, Disseny i Serv.Enginyeria, TIC/Telecomunicacions/Media |                                       | 2005        |
| Parc Científic de Barcelona                            | Barcelona                 | Barcelonès        | Agroalimentari, Biotecnologia i C.de la vida, Farmàcia, Nanobioenginyeria/Nanotecnologia, Tecnologia dels materials, Química | Arxivat 2014-04-19 a Wayback Machine. | 1997        |
| Parc de Recerca de la UPF                              | Barcelona                 | Barcelonès        | C. Socials i Humanes, Formació-Educació |                                       | 2007        |
| BZ Barcelona Zona Innovació                            | Barcelona                 | Barcelonès        | Agroalimentari, Tecnologia, Cultura | Arxivat 2014-04-21 a Wayback Machine. | 2010        |
| Parc de Recerca Biomèdica de Barcelona                 | Barcelona                 | Barcelonès        | C. Socials i Humanes, Finances, Tecnologies mèdiques |                                       | 2005        |
| 22@ Barcelona                                          | Barcelona                 | Barcelonès        | Disseny i Serv.Enginyeria, Tecnologia Medi Ambiental, Tecnologies Mèdiques, TIC/Telecomunicacions/Media |                                       | 2000        |
| b_TEC. Barcelona Innovació Tecnològica                 | Barcelona                 | Barcelonès        | Formació/educació, Mobilitat, Tecnologia de l'energia, Tecnologia Medi Ambiental |                                       | 2006        |
| Barcelona Activa. Campus Tecnològic Barcelona Nord     | Barcelona                 | Barcelonès        | Disseny i Serv.Enginyeria, Informàtica/programari, TIC/Telecomunicacions/Media | Arxivat 2014-05-07 a Wayback Machine. | 1995        |
| La Salle Technova Barcelona                            | Barcelona                 | Barcelonès        | Electrònica\microelectrònica, Informàtica/programari, Tecnologia de l'energia, TIC/Telecomunicacions/Media | Arxivat 2014-04-20 a Wayback Machine. | 2001        |
| Parc Aeroespacial i de la Mobilitat. Delta BCN         | Viladecans                | Baix Llobregat    | Aeronàutica, Aeroespacial, Mobilitat |                                       | 2006        |
| Parc Mediterrani de la Tecnologia                      | Castelldefels             | Baix Llobregat    | TIC/Telecomunicacions/Media, Aeronàutica,Aeroespacial, Agroalimentaria |                                       |             |
| Tecnoparc. Parc Tecnològic del Camp                    | Reus                      | Baix Camp         | Biotecnologia i C.de la vida, Disseny i Serv.Enginyeria, Farmàcia, Informàtica/programari, Òptica, Tecnologia dels aliments, Tecnologia dels materials, TIC/Telecomunicacions/Media, Salut, Seguretat alimentària/nutrició              | Arxivat 2017-02-05 a Wayback Machine. | 2004        |
| Parc Tecnològic de Catalunya Central. Edifici Impuls   | Manresa                   | Bages             | Medi ambient, Nous materials, Indústria, Disseny i moda |                                       | 2013        |
| Parc Científic i Tecnològic de la UdG                  | Girona                    | Gironès           | Agroalimentari Biotecnologia i C.de la vida, Disseny i Serv.Enginyeria, Electrònica\microelectrònica, Indústria, Informàtica/programari, Tecnologia dels aliments, Tecnologia dels materials, Tecnologia Medi Ambiental, Turisme/Lleure |                                       | 2001        |
| Tecnocampus Mataró-Maresme                             | Mataró                    | Maresme           | Nanobioenginyeria/Nanotecnologia, Tecnologia dels materials, TIC/Telecomunicacions/Media, Turisme/Oci, Salut |                                       | 1999        |
| Parc científic i tecnològic de Tarragona               | Tarragona                 | Tarragonès        | Tecnologia de l'energia, Turisme/Lleure, Química |                                       | 2004        |
| VITEC. Parc Tecnològic del Vi                          | Falset                    | Priorat           | Agroalimentari, Enologia |                                       | 2009        |
| Parc Científic i Tecnològic Agroalimentari de Lleida   | Lleida                    | Segrià            | Agroalimentari, Disseny i Serv.Enginyeria, Tecnologia Medi Ambiental, TIC/Telecomunicacions/Media, Seguretat alimentària/Nutrició |                                       | 2005        |
| Parc Científic i Tecnològic del Turisme i l'Oci        | Vila-Seca                 | Tarragonès        | Turisme/Lleure |                                       | 2010        |
| Esadecreapolis                                         | Sant Cugat del Vallès     | Vallès Occidental | Innovació Empresarial | Arxivat 2018-11-26 a Wayback Machine. | 2005        |
| Barcelona Synchrotron Park (localment, Parc de l'Alba) | Cerdanyola del Vallès     | Vallès Occidental | Biotecnologia i C.de la vida, Electrònica\microelectrònica, Farmàcia, Tecnologia de l'energia, Tecnologia dels materials, Tecnologia Medi Ambiental, TIC/Telecomunicacions/Media, Salut                                                 |                                       | 2010        |
| Parc Tecnològic del Vallès                             | Cerdanyola del Vallès     | Vallès Occidental | Biotecnologia i C.de la vida, Indústria, Informàtica/programari, Tecnologia de l'energia, Tecnologia Medi Ambiental, TIC/Telecomunicacions/Media                                                                                        |                                       | 1987        |
| Parc de Recerca de la UAB                              | Cerdanyola del Vallès     | Vallès Occidental | Biotecnologia i C.de la vida, Nanobioenginyeria/Nanotecnologia, Tecnologia dels aliments, Tecnologia Medi Ambiental, TIC/Telecomunicacions/Media                                                                                        | [ Enllaç no actiu ]                   | 2007        |
| Orbital 40. Parc Científic i Tecnològic de Terrassa    | Terrassa                  | Vallès Occidental | Indústria,Òptica, TIC/Telecomunicacions/Media, Salut |                                       | 2010        |